# Bernin
Bernin település Franciaországban, Isère megyében. Lakosainak száma 3230 fő (2022. január 1.). Bernin Saint-Nazaire-les-Eymes, Villard-Bonnot, Crolles és Plateau-des-Petites-Roches községekkel határos.

## Népesség
A település népességének változása:
| Lakosok száma | 964  | 1973 | 2473 | 2994 | 3029 | 3122 | 3072 | 3025 | 3022 | 3230 |
|               | 1968 | 1982 | 1990 | 2006 | 2013 | 2015 | 2017 | 2019 | 2020 | 2022 |